# زهرة الحبلى
زهرة الحبلى أو ضوخمة (الاسم العلمي:Enkianthus) هي جنس من النباتات تتبع فصيلة الخلنجية من رتبة الخلنجيات.

## معرض صور

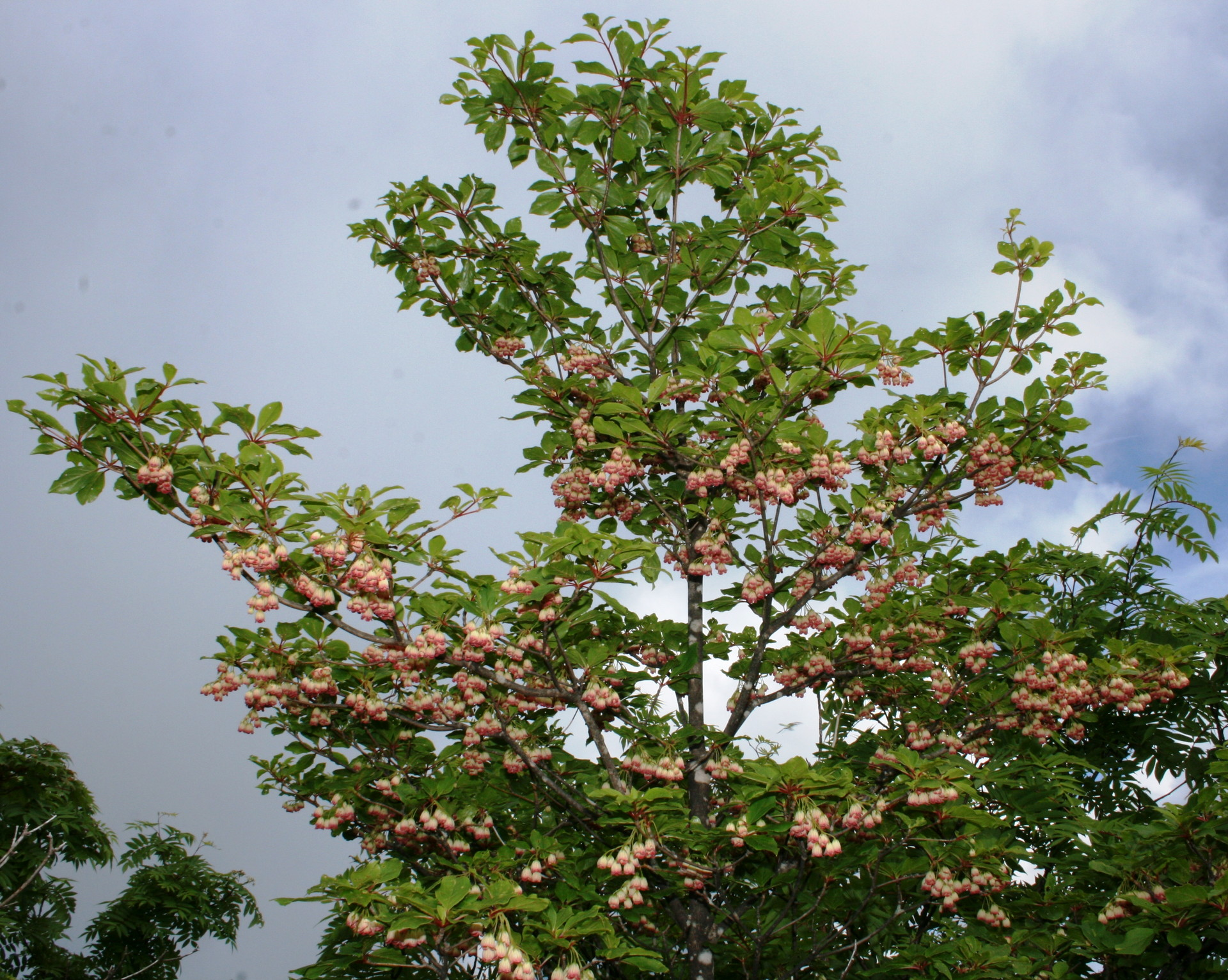
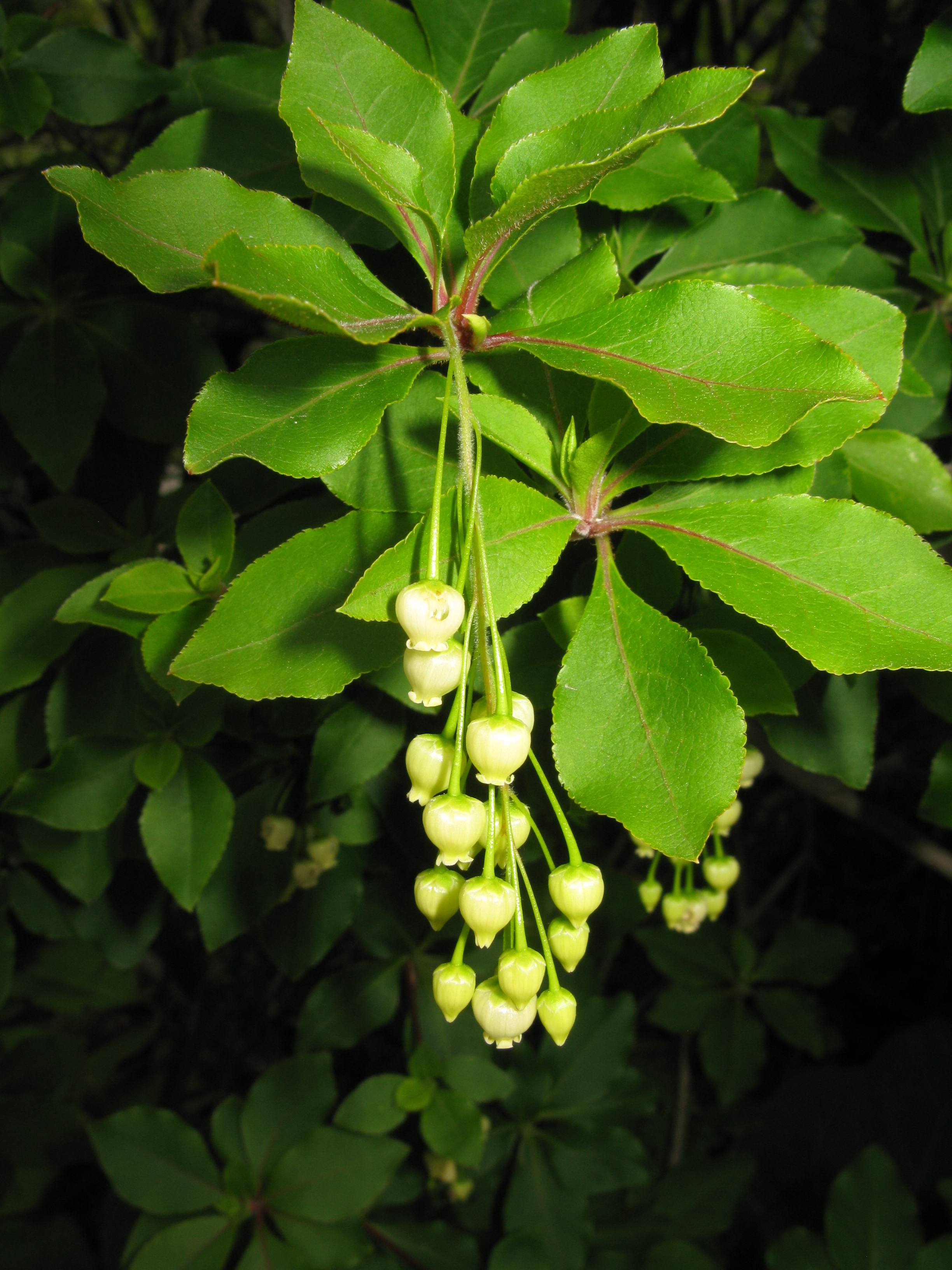
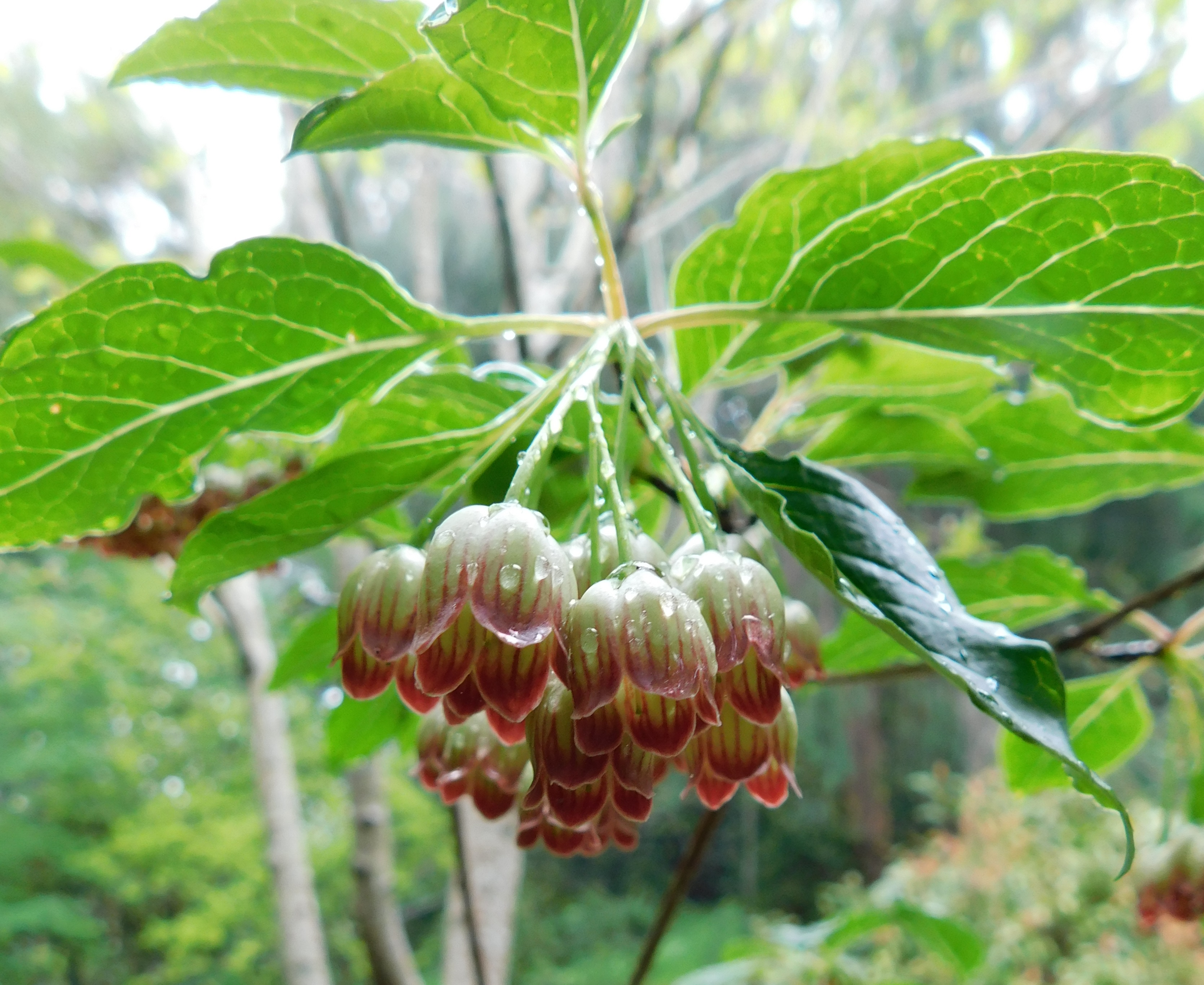
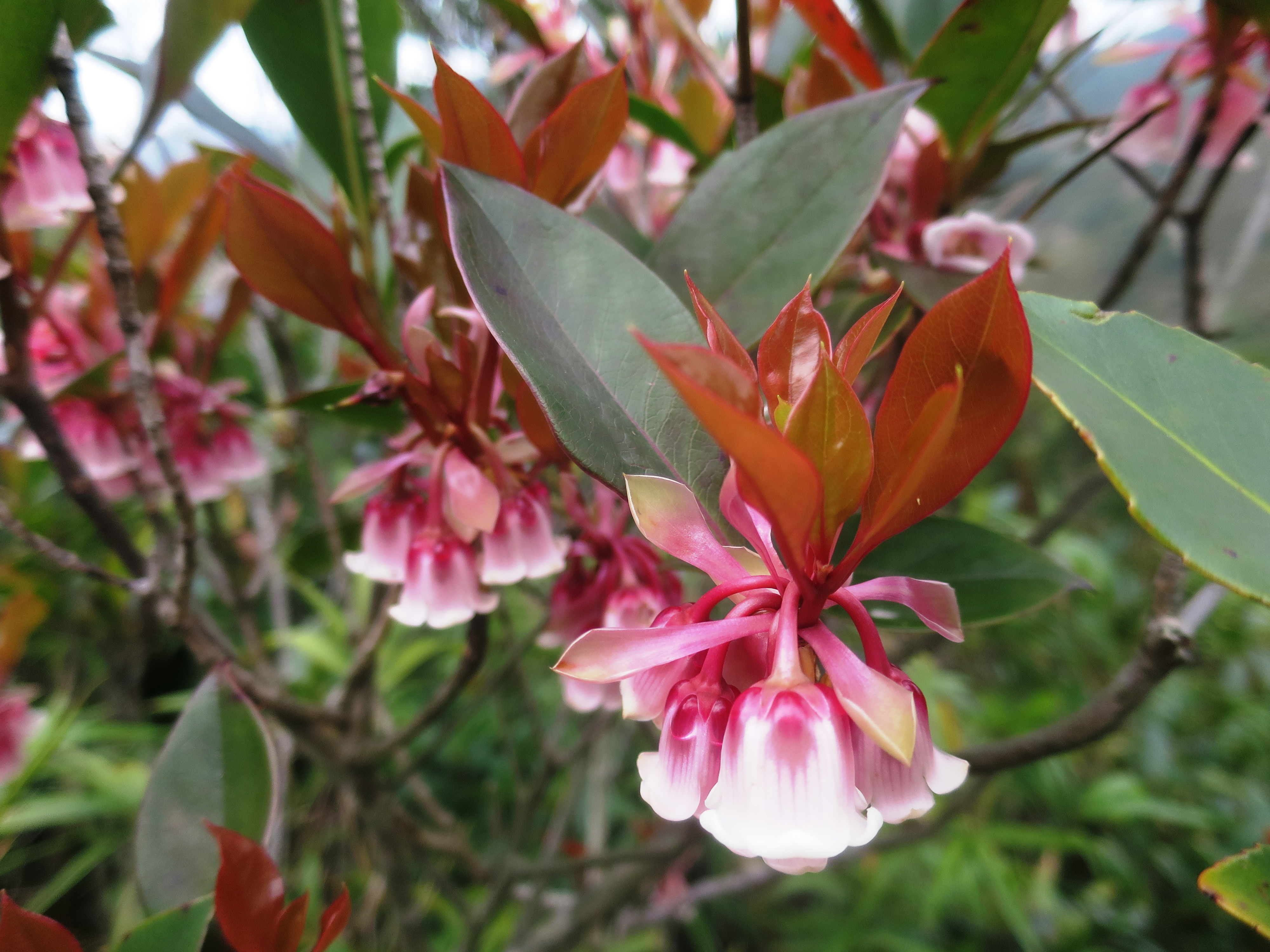

## أنواع زهرة الحبلى
- زهرة الحبلى الجريسية
- زهرة الحبلى الحمراء
- زهرة الحبلى الصينية
- زهرة الحبلى اللاطئة
- زهرة الحبلى المبرعمة
- زهرة الحبلى المتأخرة
- زهرة الحبلى متأخرة الإزهار
- زهرة الحبلى المتدلية
- زهرة الحبلى المنحنية
- زهرة الحبلى المنشارية
- زهرة الحبلى خماسية الأزهار
- زهرة الحبلى عارية الساق
- زهرة الحبلى قليلة الأزهار
- زهرة الحبلى جزيرة شيكوكو
- زهرة الحبلى اليابانية